# Episodi di La otra mirada (seconda stagione)
La seconda stagione della serie televisiva spagnola La otra mirada (in italiano, L'altro sguardo; inizialmente chiamata Alma Mater), composta da 8 episodi, è stata trasmessa su La 1 dal 27 maggio al 15 luglio 2019.
In Italia la stagione è inedita.
| nº | Titolo originale    | Prima TV Spagna | nº | Prima TV Italia |
| -- | ------------------- | --------------- | -- | --------------- |
| 1  | Miedo al otro       | 27 maggio 2019  |    |                 |
| 2  | Lo que espero de mí | 3 giugno 2019   |    |                 |
| 3  | Vuestra historia    | 10 giugno 2019  |    |                 |
| 4  | Mujeres olvidadas   | 17 giugno 2019  |    |                 |
| 5  | Baile de máscaras   | 24 giugno 2019  |    |                 |
| 6  | Tengo un sueño      | 1º luglio 2019  |    |                 |
| 7  | No hay fracaso      | 8 luglio 2019   |    |                 |
| 8  | Desde dentro        | 15 luglio 2019  |    |                 |

## Miedo al otro
- Titolo originale: Miedo al otro
- Diretto da: Luis Santamaría
- Scritto da: Alba Lucio & Irene Rodríguez

### Trama
Dopo quattro mesi di carcere, Teresa viene dichiarata innocente dell'omicidio del padre e viene scarcerata, ma la maestra non è la stessa: non ha la forza per affrontare il suo rapporto con Roberta, sua sorella, proprio quando lo studente ha avuto accettare che sua madre María Antonia sia un'assassina. Tuttavia, Teresa trova l'illusione quando incontra Inés, una giovane imbronciata africana che è sola al mondo. Ha un piano: portarla all'Accademia in modo che possa allenarsi.
Nel frattempo, Manuela deve cedere alla madre affinché alcuni investitori possano migliorare il finanziamento dell'Accademia e accetta di assumere una nuova amministratrice: Carmen, una vecchia amica e collega. Luisa ha ritrovato l'amore con Vicente, il postino. E Flavia cerca di fare i conti tra il suo matrimonio e la sua vita all'Accademia quando il suo amore, Tomás, torna a Siviglia.
- Ascolti Spagna: telespettatori 1 611 000 – share 10,40%[2].

## Lo que espero de mí
- Titolo originale: Lo que espero de mí
- Diretto da: Pablo Guerrero
- Scritto da: Tatiana Rodríguez

### Trama
Arrivano i tagli a La Otra Mirada: Carmen la nuova direttrice prende i primi provvedimenti di fronte alla pessima situazione economica dell'accademia e studenti e docenti non riceveranno bene la notizia, cosa che metterà Manuela in una posizione molto complicata. Gli studenti non accetteranno le nuove regole perché, in fondo, Luisa ha ragione, l'accademia non è niente senza di loro. Da parte sua, Inés avrà difficoltà sia negli studi che nel fare amicizia, soprattutto quando non partecipa allo sciopero organizzato dal nuovo regolamento. Nel frattempo, l'amore sconvolgerà sia Margherita che Luisa. Iniziano le lezioni di educazione fisica e Margarita avrà un riavvicinamento con Elías, il nuovo giardiniere, che lascia incantata. Da parte sua Luisa a poco a poco si lascerà trasportare e lascerà alle spalle i suoi pregiudizi sull'età in amore, accettare di essere innamorata di Vicente. Teresa non riesce ancora a dire a Roberta che sono sorelle. Lo studente fa molte domande e le risposte che ottiene non la convincono. Chi lo racconta è Ramón, che la aiuta a stabilirsi nella sua nuova casa a Siviglia. L'insegnante ha deciso di trasferirsi a vivere fuori dall'accademia e lasciare a Carmen la sua stanza.
- Ascolti Spagna: telespettatori 1 571 000 – share 10,20%[3].

## Vuestra historia
- Titolo originale: Vuestra historia
- Diretto da: Pablo Guerrero
- Scritto da: Ana Muniz da Cunha

### Trama
Tutte le studentesse dell'accademia si preparano a ricevere la vista dell'attore e del regista. Manuela li ha portati a trasmettere agli studenti la loro passione per il cinema, e la coppia di registi propone di realizzare un cortometraggio insieme. Nel frattempo, Roberta cerca di avvicinarsi a Teresa, ma la maestra la evita. Stufa, la ragazza non sa a chi rivolgersi quando, all'improvviso, trova conforto nella persona più inaspettata: Tomás.
Allo stesso tempo, Manuela continua a cercare di affrontare i suoi problemi coniugali con Martín, mentre Martín inizia ad avere appuntamenti clandestini con Carmen, che a sua volta continua a trasmettere informazioni sull'Academia de Señoritas ai Peralta. D'altra parte, Margarita evita Elías, poiché non vuole avere alcuna relazione con lui.
- Ascolti Spagna: telespettatori 1 674 000 – share 10,10%[4].

## Mujeres olvidadas
- Titolo originale: Mujeres olvidadas
- Diretto da: Carlos Navarro Ballesteros
- Scritto da: Irene Rodríguez

### Trama
Gli studenti propongono un cambiamento rivoluzionario: che il nome della via dell'accademia sia sostituito da quello di una donna. L'idea è ben accolta e il sindaco accetta la proposta di Manuela. Con il compito di cercare una copertina impressionante per la rivista dell'accademia, le ragazze indagano sulle donne pioniere e approfondiscono l'importanza di incontrare altre donne che possono essere riferimenti, sia professionali che personali. Gli studenti guardano ai loro riferimenti più stretti, come gli insegnanti o le donne delle loro famiglie, e si rendono conto che possono essere un riferimento anche per le generazioni future. Inoltre, questo suscita la curiosità di Inés di trovare le sue origini. Intanto, da quando Teresa è tornata dal carcere, né gli studenti né gli insegnanti capiscono le sue reazioni e il suo cattivo fumo. Il regista cerca di incoraggiarla, ma ha anche bisogno di sostegno a causa della situazione in cui vive con Martín. Roberta tenta un riavvicinamento con Teresa e chiede il suo aiuto, ma rimane delusa quando l'insegnante la molla per aver aiutato Inés. Roberta si rifugia a Tomás e gli studenti, Flavia compresa, scoprono la loro relazione. Margarita si interessa a Elías e scopre che soffre di schizofrenia. Flavia si sente sempre peggio, così Don Pascual fa un test di gravidanza. E María Jesús è scoraggiata dal suo addestramento al tiro con l'arco, ma Carmen non la lascia cadere a pezzi. compresa Flavia, scoprono della loro relazione. Margarita si interessa a Elías e scopre che soffre di schizofrenia. Flavia si sente sempre peggio, così Don Pascual fa un test di gravidanza. E María Jesús è scoraggiata dal suo addestramento al tiro con l'arco, ma Carmen non la lascia cadere a pezzi. compresa Flavia, scoprono della loro relazione. Margarita si interessa a Elías e scopre che soffre di schizofrenia. Flavia si sente sempre peggio, così Don Pascual fa un test di gravidanza. E María Jesús è scoraggiata dal suo addestramento al tiro con l'arco, ma Carmen non la lascia cadere a pezzi.
- Ascolti Spagna: telespettatori 1 358 000 – share 9,00%[5].

## Baile de máscaras
- Titolo originale: Baile de máscaras
- Diretto da: Carlos Navarro Ballesteros
- Scritto da: Ana Muniz da Cunha

### Trama
L'accademia si prepara a festeggiare il carnevale, aspetta un attimo di divertimento per molti, tranne Manuela. Il regista e Martín continuano a fingere di essere una coppia sposata davanti a tutti, soprattutto davanti ai genitori di Manuela. Tuttavia, durante la festa accadrà qualcosa che finalmente rimuoverà la maschera.
Flavia, continuerà a sforzarsi di nascondere le sue condizioni e di combattere a malapena stanchezza e nausea, ma Candela, la sua coinquilina, non impiegherà molto ad accorgersi della situazione e diventerà la sua principale confidente: le farà vedere che lei deve prendere una decisione, e che questa volta dovrebbe essere tua.
Margherita è particolarmente entusiasta del carnevale. È determinata che la celebrazione diventi l'occasione perfetta per lei ed Elías per suggellare il loro amore con un bacio.
Teresa non sa ancora come avvicinarsi a Roberta, dal momento che la ragazza se la mette addosso ogni volta. Luisa si accorge che manca materiale in laboratorio.
- Ascolti Spagna: telespettatori 1 447 000 – share 9,80%[6].

## Tengo un sueño
- Titolo originale: Tengo un sueño
- Diretto da: Pablo Guerrero
- Scritto da: Alba Lucio & Tatiana Rodríguez

### Trama
L'accademia attende con impazienza i preparativi per una gara di tiro con l'arco di fronte ad alcuni studenti di Madrid. Con sorpresa di tutti, Angela è l'insegnante che li accompagna. Durante la sua visita, l'insegnante avrà tempo per mettersi al passo con gli insegnanti e incontrerà anche Paula.
I concorrenti cercano di sminuire gli studenti e soprattutto María Jesús. Si ritrova davanti a un'intera squadra di uomini insicuri che non vogliono che gareggi nella loro stessa categoria. Ma ha il sostegno incondizionato di Carmen, che si trasforma nel successo dello studente. Rappresentare l'Academy of Ladies la aiuterà anche a sentirsi più sicura e ad avere fiducia in se stessa. Flavia è curata dal dottor Pascual ed è fuori pericolo, ma non dice al marito che l'aborto è stato provocato.
Manuela e Martín attraversano una dura fase di separazione. Il giudice frustrato si appoggia. Carmen, ma la donna decide di porre fine alla loro relazione perché non può competere con il ricordo di Manuela. Nel frattempo, Teresa e Roberta cercano di adattarsi alla loro nuova condizione di sorelle.
- Ascolti Spagna: telespettatori 1 174 000 – share 8,50%[7].

## No hay fracaso
- Titolo originale: No hay fracaso
- Diretto da: Carlos Navarro Ballesteros
- Scritto da: Tatiana Rodríguez & Ana Muniz da Cunha

### Trama
Luisa riceve una visita inaspettata: suo figlio Arcadio. E non viene da solo. Doña Manuela cerca di far riflettere la figlia sulla decisione presa riguardo a Carmen. Flavia ha preso una decisione difficile: non tornerà dal marito. Inoltre, scoppia un incendio nel laboratorio di scienze.
- Ascolti Spagna: telespettatori 998 000 – share 6,60%[8].

## Desde dentro
- Titolo originale: Desde dentro
- Diretto da: Carlos Navarro Ballesteros & Pablo Guerrero
- Scritto da: Alba Lucio & Irene Rodríguez

### Trama
Di fronte all'impotenza di Manuela, l'accademia deve chiudere i battenti. Le manovre di Carmen hanno fatto passare la proprietà ai Peralta rivendicandone la proprietà. È la fine di una tappa, ma Teresa non permetterà a Manuela di affondare. Insegnanti e studenti si uniscono per cercare di salvare l'istituto.
- Ascolti Spagna: telespettatori 1 178 000 – share 8,80%[9].